# Arthur Foulkes
Arthur Alexander Foulkes (ur. 11 maja 1928), bahamski polityk i dyplomata, gubernator Bahamów od 14 kwietnia 2010 do 8 lipca 2014.

## Życiorys
Arthur Foulkes urodził się w 1928 w miejscowości Matthew Town w dystrykcie Inagua jako syn dr Williama A. Foulkesa i Julie Foulkes, z domu Maisonneuve. Kształcił się w szkołach publicznych w Matthew Town i Nassau. Początkowo pracował jako korektor w wydawnictwie The Nassau Guardian oraz The Tribune. W 1948 rozpoczął pracę dziennikarską w The Tribune, najpierw jako reporter, a później jako redaktor. Był założycielem i redaktorem Bahamian Times oficjalnego organu prasowego Postępowej Partii Liberalnej (Progressive Liberal Party, PLP). Gazeta odegrała kluczową rolę w kampanii wyborczej w 1967, po której partia zdobyła władzę w kraju. W latach 2002–2007 był felietonistą w gazetach To The Point iThe Tribune.
W 1967 został wybrany do Izby Zgromadzenia z ramienia PLP, sprawując różne urzędy w czasie rządów premiera Lyndena O. Pindlinga, w tym ministra komunikacji i ministra turystyki. Jako minister doprowadził m.in. do nacjonalizacji spółki telefonicznej "Batelco". W 1970 opuścił szeregi PLP i rok później założył Wolny Ruch Narodowy (Free National Movement, FNM). W latach 1972–1982 zasiadał w Senacie. W 1982 po raz drugi został deputowanym do Izby Zgromadzenia. Uczestniczył w wielu międzynarodowych konferencjach. W 1972 był jednym z przedstawicieli krajowej opozycji na Konferencji Konstytucyjnej Niepodległych Bahamów w Londynie.
W 1992 rozpoczął pracę w służbach dyplomatycznych kraju jako Wysoki Komisarz w Wielkiej Brytanii i ambasador we Francji, Niemczech, Włoszech, Belgii i Unii Europejskiej. Reprezentował również Bahamy przy Wspólnocie Narodów w Londynie, Grupę Afrykańsko-Karaibską w Brukseli, był Stałym Przedstawicielem przy Międzynarodowej Organizacji Morskiej oraz dziekanem korpusu dyplomatycznego w Wielkiej Brytanii. Założył londyńskie stowarzyszenie Przyjaciele Bahamów.
W 1999 został mianowany pierwszym bahamskim ambasadorem w Chińskiej Republice Ludowej i ambasadorem na Kubie (nie rezydował jednak w tych państwach). Był jednym z założycieli Towarzystwa Przyjaźni Chińsko-Bahamskiej. W 2001 został odznaczony przez królową Elżbietę II Orderem św. Michała i św. Jerzego.
W 2007, po powrocie FNM do władzy, objął stanowisko dyrektora generalnego Bahamskich Służb Informacyjnych – rządowej agencji informacyjnej oraz został mianowany zastępcą gubernatora generalnego wysp.
13 kwietnia 2010 królowa Elżbieta II mianowała go na stanowisko gubernatora generalnego Bahamów, na którym został oficjalnie zaprzysiężony dzień później. Funkcję pełnił do lipca 2014.